# Elisabeth van Pommeren
Elisabeth van Pommeren (circa 1347 - Hradec Králové, 15 april 1393) was van 1363 tot 1378 Rooms-Duits koningin-gemalin, koningin-gemalin van Bohemen en keizerin van het Heilige Roomse Rijk. Ze behoorde tot het huis Greifen.

## Levensloop
Elisabeth was de dochter van hertog Bogislaw V van Pommeren en diens echtgenote Elisabeth, dochter van koning Casimir III van Polen.
Op 21 mei 1363 huwde ze in Krakau met Karel IV van Luxemburg, koning van Bohemen en keizer van het Heilige Roomse Rijk. Elisabeth werd zijn vierde echtgenote en op het moment van hun huwelijk was zij 16 jaar oud, Karel 47. Het huwelijk vond plaats om diplomatieke redenen; Karel wilde namelijk de anti-Boheemse coalitie breken van hertog Rudolf IV van Oostenrijk waaraan onder meer de koningen van Polen en Hongarije deelnamen. Op 18 juni 1363 werd ze in Praag tot koningin-gemalin van Bohemen gekroond, waarna ze op 1 november 1368 in Rome door paus Urbanus VI tot keizerin van het Heilige Roomse Rijk werd gekroond.
Volgens contemporaine bronnen was ze een krachtige vrouw met veel zelfvertrouwen die fysiek zeer sterk was. Haar relatie met haar echtgenoot was volgens tijdgenoten goed en harmonieus. Toen Karel IV in 1371 ernstig ziek was, deed ze een korte bedevaart door te voet naar de Praagse Sint-Vituskathedraal te gaan en giften aan te bieden om zo voor de genezing van haar man te bidden. Elisabeth oefende waarschijnlijk geen enkele politieke macht uit. Ze voelde zich wel gekweld met het feit dat Karel zijn kinderen uit zijn vorige huwelijken bevoordeelde, maar ze was niet in staat om hem van gedachten te doen veranderen. 
Op 29 november 1378 stierf haar echtgenoot, waarna haar stiefzoon Wenceslaus hem opvolgde als koning van Bohemen en Rooms-Duits koning. Elisabeth nam vervolgens de voogdij van haar kinderen op en ze ondersteunde haar zoon Sigismund in zijn inspanningen om koning van Hongarije te worden. 
Elisabeth stierf in november 1393 op 46-jarige leeftijd in Hradec Králové. Ze werd naast haar echtgenoot bijgezet in de Praagse Sint-Vituskathedraal.

## Nakomelingen
Karel IV en Elisabeth kregen acht kinderen:
- Anna (1366-1394), huwde in 1382 met koning Richard II van Engeland
- Sigismund (1368-1437), koning van Bohemen en Hongarije en keizer van het Heilige Roomse Rijk
- Jan (1369-1385)
- Jan (1370-1396), markgraaf van Moravië en hertog van Görlitz
- Karel (1372-1373)
- Margaretha (1373-1410), huwde in 1381 met burggraaf Johan III van Neurenberg
- Maria (1375-1385)
- Hendrik (1377–1378)